# Kasserer Jensen
Kasserer Jensen är en norsk svartvit komedifilm från 1954 i regi av Nils R. Müller. I titelrollen ses Carsten Winger och i rollen som hans fru Nanna Stenersen.

## Handling
Teodor Jensen lever ett välordnat liv tillsammans med sin hustru. Vad han inte vet är att han har en dubbelgångare, Gerhardt Müller, som sitter i fängelse. En dag rymmer Müller och blir efterlyst med bild i tidningen. Uppmärksamheten riktas nu mot kassör Jensen på grund av hans slående likhet med Müller. När Müller får reda på detta smider han en plan som kommer grusa Jensens dröm om en lugn och stilla tillvaro som pensionär.

## Rollista
- Carsten Winger – Theodor Jensen/Gerhardt Müller
- Nanna Stenersen – Fru Jensen
- Einar Sissener – direktör Simonsen
- Espen Skjønberg – Svensen
- Liv Wilse – fröken Andersen
- Aud Schønemann – fröken Stjernholm
- Harald Aimarsen – Jensens kollega
- Rolf Christensen – åklagare
- Ulf Selmer – domare
- Arne Bang-Hansen – färjkarl
- Jørn Ording – fullmäktige
- Marius Eriksen – journalist
- Øivind Johnssen – väktare

## Om filmen
Kasserer Jensen producerades av Øyvind Vennerød för bolagen Contact Film AS och Ø. C. Vennerød & Co. Den regisserades av Nils R. Müller efter ett manus av Hans Christensen baserat på ett synopsis av Carlo M. Pedersen. Personregissör var Jørn Ording och fotograf Sverre Bergli. Musiken komponerades av Egil Monn-Iversen.